# Napad na sinagogu u Halleu
Pucnjava od 9. listopada 2019. u njemačkom gradu Halleu bila je pokušaj antisemitski motiviranog masovnog ubojstva Židova na Danu pomirenja (Yom Kippur), jednom od najznačajnijih blagdana židovskog kalendara. Nakon što je tijekom židovskog praznika bezuspješno pokušao ući u sinagogu u Halleu, napadač je ubio dvije osobe u blizini, a kasnije još dvije osobe ozlijedio. 
Stephan Baillet, počinitelj napada, kao motiv naveo je ekstremno desni i antisemitski svjetonazor te je priznao dvostruko ubojstvo. Napadač uputio se s iznajmljenim automobilom koji je bio pun oružja i s najmanje četiri kilograma eksploziva prema sinagogi u središtu Hallea. Imao je namjeru počiniti pokolj, preko 50 vjernika nalazilo se u tom trenutku u sinagogi.
Činjenica da su vrata bila zaključana spriječila je ulazak napadača u sinagogu. Pokušaj otvaranja eksplozivom također nije bio uspješan. Atentator ustrijelio je prvo slučajnu prolaznicu. U obližnjoj turskoj zalogajnici ubio je jednog gosta. Potom pobjegao je automobilom, na autocesti zaustavljen je u tijeku potjere. Počinitelj prenosio je napad uživo na jednom internetskom portalu.